# Francisco Sarabia (Comitán de Domínguez)
Francisco Sarabia es una localidad del estado mexicano de Chiapas. Es parte del municipio de Comitán de Domínguez.

## Toponimia
El nombre de la localidad rinde homenaje a Francisco Sarabia, pionero de la aviación mexicana.

## Demografía
| Gráfica de evolución demográfica |
|                                  |

| Censo | Población |
| ----- | --------- |
| 1921  | 141       |
| 1930  | 215       |
| 1940  | 321       |
| 1950  | 396       |
| 1960  | 486       |
| 1970  | 724       |
| 1980  | 997       |
| 1990  | 1 166     |
| 2000  | 1 259     |
| 2010  | 1 673     |
| 2020  | 2 075     |